# Cristo Crucificado (1655)
El Cristo Crucificado es un cuadro del artista español Francisco de Zurbarán, pintor Barroco, realizado aproximadamente en 1655, Actualmente, el cuadro se encuentra en la Sala de Renacimiento y Barroco del Museo Nacional de Arte de Cataluña.

## Documentación
Zurbarán, a lo largo de su trayectoria artística, ha realizado una gran cantidad de crucificados, conociéndose «más de treinta versiones», siendo clasificados en tres grupos por Odile Delenda, he aquí varios ejemplos: 
- Primeros crucificados:
  - Crucificado (1627, Zurbarán), actualmente en el Instituto de Arte de Chicago.
  - Cristo en la cruz con un donante en el Museo del Prado.
- Crucificados vivos:
  - Cristo crucificado expirante en el Museo de Bellas Artes de Sevilla.
- Crucificados muertos:
  - Cristo muerto en la Cruz en el Museo de Bellas Artes de Asturias.

La composición que se encuentra en el Museo Nacional de Arte de Cataluña es una réplica del cuadro que se encuentra en el Museo de Bellas Artes de Sevilla, Cristo crucificado expirante, realizado entre 1630 y 1640, para el Convento de los Capuchinos (Sevilla).  A diferencia del cuadro que se encuentra en Sevilla, el Cristo crucificado es de «tamaño reducido para devociones privadas, a veces repitiendo esta composición grande pero casi siempre con variantes sobre todo visibles en el paño de pureza». Dicho esto, el cuadro es considerado una obra de taller, porque como indica José Milicua, 
ja que és cert que la seva qualitativa de factura, tot I que estimable, queda distant del nivell de les pintures indiscutiblement autògrafes del mestre. 
No se conoce bien la trayectoria previa del cuadro y en los lugares en que estuvo, hasta llegar a 1966 que ingresó al MNAC gracias al legado de Agustín Montal Galobart, expresidente del Fútbol Club Barcelona. Según los estudios de José Gudiol, el cuadro  
havia pertangut a la col·lecció Antonio Suárez Inclán en Madrid, indicació amb la qual rectificava implicitament Guinard, en el catàleg del qual, els dos col·leccionistes hi surten regístrats com a propietaris de sengles Crucifixs, com si fossin peces diferents. 
A partir de la obtención de este cuadro en la colección del museo, éste formó parte de varias exposiciones. La primera de ellas fue en 1996, realizada por la propia institución, bajo el título de L'esplendor de la pintura del Barroc, un homenaje a todos los coleccionistas que contribuyeron a la formación de la colección de Renacimiento y Barroco.

## Tema
Zurbarán es conocido por su notable destreza a la hora de plasmar escenas religiosas de manera dramática, y esta obra es un claro ejemplo de esta maniera distintiva que tanto le caracteriza. La temática de este cuadro es religiosa, ya que se ve a Jesús de Nazaret crucificado, con un rostro agónico y sufriente; que para exagerar más ese dolor, el artista emplea una paleta de colores sombríos para mostrar el paisaje, pero a la vez, emplea una gran iluminación para resaltar la figura de Cristo, mostrando una atmósfera solemne y silenciosa a su alrededor.
La representación de crucificados, «en la escuela barroca [...] ha sido uno de los temas más recurrentes tanto en pintura como en escultura» Zurbarán es uno de estos artistas que ha presentado varias versiones de esta iconografía, cuya crucifixión «es el momento más importante de la Pasión de Jesús, pues con su sacrificio en la cruz culmina su misión redimiendo a la humanidad del pecado original».

## Análisis formal
Zurbarán en la composición presenta a un Jesús crucificado, siendo el eje central de toda la composición, optando por eliminar cualquier elemento decorativo o accesorio del lienzo para destacar el cuerpo de Cristo. Esta  oscuridad, que envuelve la escena, está basada en las descripciones de los textos sagrados, diciendo
Desde el mediodía las tinieblas se extendieron por toda la Tierra hasta las tres de la tarde. Y hacia las tres de la tarde. Y hacia las tres, Jesús exclamó con voz fuerte: "Elí, Elí, lema sabactani?" esto es: Dios mío, Dios mío, ¿por qué me has abandonado?

Mateo 27: 45-46
En el libro de Lucas, se encuentra lo siguiente:
Era hacia el mediodía, cuando, escondido el sol, las tinieblas se extendieron sobre toda la Tierra hasta las tres de la tarde, y el velo del templo se rasgó. Jesús profiriendo un grito exclamó: "Padre en tus manos encomiendo mi espíritu" y haciendo dicho esto, expiró.

Lucas 23: 44-46
El pintor exagera este elemento, siendo una herramienta artística para Zurbarán y más, cuando el estilo tenebrista predominaba en su obra y en la época. Mediante un impactante juego de luces y sombras, logra resaltar el efecto tridimensional. Todo el poderío emocional del momento se refleja a través de su maestría en el manejo de la luz, permitiéndole moldear el cuerpo del crucificado y hacerlo surgir de la oscuridad que impregna el lienzo.
Los elementos simbólicos comunes están presentes en la obra. El primero de ellos son los cuatro clavos que sujetan a Cristo, sus pies reposando sobre un pedestal que queda parcialmente oculto debido a la prominencia de ello extendido hacia abajo. El tema de los cuatro clavos surge por la presencia de la figura del pintor Francisco Pacheco, quien defendía esta iconografía «d'acord amb el criterio de docencia molt volguts per l'ancià antic» Además, se ve una cruz de madera con un letrero rectangular con una inscripción en latín: HIC IESUS NAZARENUS REX IUDAEORUM (INRI). 
En versiones anteriores, Zurbarán dedica especial atención al Perizonium, el paño que cubre la parte inferior de Jesús, y la anatomía de sus crucificados, con proporciones canónicas de los modelos masculinos que se representan con este tema. Pero hay excepciones, como sucede en esta composición, en que el cuerpo es presentado de manera esquelética y pálida, e incluso deshidratado, donde se aprecia con gran claridad las costillas y los músculos. Es posible que Zurbarán haya cogido inspiración en los crucifijos góticos de Pedro Millán y representar esa anatomía delgada. De esta manera, logra una gran cualidad escultórica pero en el lienzo, con una gran precisión y atención a los detalles, muy norias en los pies y en las manos. 
Sin olvidar en perizonium, Zurbarán maneja bien las texturas de las telas sobre el lienzo. Pero en este caso, en el velo no se muestran pliegues exagerados, más bien realistas, a diferencia de otros crucificados como el que está en el Instituto de Arte de Chicago. Pero aun así, esta prenda destaca por el brillo y el color blanco, que viene a ser una metáfora de Jesús y la vida pura que llevó en vida.
No obstante, es en el tratamiento de la cabeza donde el artista concentra todo el sentido religioso y dramático de la escena. Se observa en el rostro de Jesús, que éste tiene la boca entreabierta para ese clamor hacia Dios, con una mirada agonizante hacia el cielo, que para el espectador resulta conmovedor. Ya en la parte del cuerpo, Zurbarán evita representar, de manera evidente, los daños físicos que sufre el protagonista, no presentando heridas; sólo hay un poco de sangre, pero casi ausente. En su lugar, sustituye a la representación del sufrimiento físico por la angustia psicológica que se refleja en la expresión del rostro. 